# Bàrbara Galmés Chicón
Bàrbara Galmés Chicón   (Palma, 1955) és una política mallorquina del Partit Socialista de les Illes Balears. Llicenciada en filologia hispànica i professora d'ensenyament secundari a l'IES Son Rullan, d'on ha estat directora. Ha estat diputada del Grup socialista al Parlament de les Illes Balears i durant el Pacte de Progrés de 1999 va ser cap de servei de la Direcció General de Comunicació del Govern Balear.
L'any 2007 va ser nomenada pel president del Govern de les Illes Balears, Francesc Antich, consellera d'Educació i Cultura de l'executiu balear.